# 레이첼 힐슨
레이철 나오미 힐슨(1995년 10월 30일 ~ )은 미국의 배우이다. 그녀는 2010년 CBS 법정 드라마 굿 와이프에서 니사 달마 역으로 출연하면서 경력을 시작했다. 그녀는 또한 NBC의 라이즈 및 디스 이즈 어스에서 여러 차례 나오는 역을 수행했으며 훌루 십대 드라마 러브, 빅터에서 주연을 맡았다.

## 어린 시절과 교육
레이첼 나오미 힐슨은 1995년 10월 30일 메릴랜드주 볼티모어에서 태어났다. 아니타와 로버트 힐슨의 딸이다. 그녀에게는 킴벌리라는 이름의 자매가 있다. 힐슨은 3살 때 춤을 추기 시작했다. 그녀는 신문 앵커이자 작가인 메이 제미슨 덕분에 외과의사, 우주비행사가 되는 것을 포함하여 또래의 다른 아이들처럼 많은 포부를 가지고 있었지만, 그녀의 춤에 대한 열정은 고착되었다. 힐슨은 백스테이지에서 "저는 호두까기 인형, 봄 리사이틀, 댄스 캠프에 제 인생을 바쳤습니다"라고 말했고, 2000년 영화 센터 스테이지에서 조 살라냐가 에바 역으로 출연한 장면들을 재현했다. 그녀는 12살 때 에이전트에 의해 발견되어 연기를 시작했다. 그해 여름, 그녀의 어머니는 힐슨을 뉴욕에서 열린 브로드웨이 아티스트 얼라이언스에 참석하도록 설득했다. 그녀가 댄스 부문에 오디션을 보는 동안, 힐슨은 또한 측면을 읽고 노래를 공연해야 했다. 그녀는 이후 카슨-애들러 에이전시의 낸시 카슨에 의해 어린이 뮤지컬 시리즈인 레이지 타운의 에피소드에서 춤을 추기 위해 고용되었다. 그녀의 엄마와 함께 녹화를 위해 아이슬란드를 여행한 후, 힐슨은 몇 달 후 카슨과 계약을 맺었다. 그곳에서, 그녀는 볼티모어 예술 학교 (BSA)의 오디션을 보았다. BSA에서 힐슨은 춤과 연기를 계속했지만 스포츠에도 참여했다. 힐슨은 그녀의 고등학교 연극 프로그램이 그녀의 수줍음을 극복하는데 도움을 주었다고 말했다. 고등학교를 졸업한 후, 힐슨은 뉴욕 대학교의 갤러틴 개인화된 연구 학교에 입학하여 자신만의 커리큘럼을 만들었다. 대학 시절 내내, 힐슨은 햄릿을 포함한 여러 극장 작품에 출연했다. 그녀는 2018년에 글쓰기와 공연 경주에 집중하여 졸업했다. 대학에서, 힐슨은 빵 판매원으로 일했고, 심지어 한때 여배우 루피타 뇽오를 섬기기도 했다.

## 커리어

### 2010–2018:굿와이프와 초기 역할
볼티모어에 사는 힐슨은 어머니와 함께 오디션을 보기 위해 버스를 타고 뉴욕으로 갔다. 그들은 그녀가 그녀의 첫 번째 오디션을 예약했을 때 용기를 느꼈는데, 그 중 하나는 단편 영화였고 다른 하나는 그녀가 니사로 다시 출연했던 굿 와이프였다. 이것은 그녀의 텔레비전 데뷔를 의미했고 그 당시 그녀는 겨우 15살이었다. 이 시리즈는 줄리아나 마걸리스와 동료 BSA 동문 조시 찰스가 헤드라인을 장식했다. 백스테이지 잡지의 에세이에서, 힐슨은 그녀가 그 후 꽤 많은 거절에 직면했기 때문에 그것은 단지 운일 뿐이라고 주장했다. 그러나 다음 10년 동안 힐슨은 몇몇 황금 시간대 텔레비전 시리즈에 에피소드식 게스트 스타로 출연했다. 그녀는 로열 페인스, 엘리멘트리, 간호사 재키, 어페어, 마담 세크리터리, 더 아메리칸즈, 성범죄수사대: SVU, 퍼스트 와이브스 클럽의 에피소드에 출연했다. 나중에 힐슨은 그녀의 첫 번째 장편 영화인 킹스에서 할리 베리의 상대역으로 출연했다. 2017 토론토 국제 영화제에서 초연되었다. 이 영화는 2018년 4월에 광범위하게 개봉되었다. 힐슨은 얼굴 키트를 선물한 베리를 처음 만났을 때 어색하게 화장 알레르기 반응을 보였다고 털어놨다. 하지만, 이 프로젝트는 힐슨에게 "꿈을 이루는" 프로젝트였다. 같은 해, 그녀는 NBC의 짧은 뮤지컬 드라마 라이즈에서 하모니 역으로 다시 출연했다. 힐슨은 10개의 에피소드에 모두 출연했고 그 역할은 그녀가 노래하고 연기하는 것을 요구했다. 힐슨에게, 그것은 그녀의 고등학교 경험을 매우 상기시켰다.

### 2019–2022: 디스이즈 어스,러브, 빅터,위닝 타임
2019년, 힐슨은 디스 이즈 어스에서 수전 켈레치 왓슨이 연기한 10대 버전의 베스 피어슨 역으로 반복 출연했다. 힐슨은 베스의 어머니로서 필리샤 라샤드의 상대역으로 연기했다. 당시 TV조차 갖고 있지 않았던 힐슨은 이 역할을 예약한 후 시리즈 전체를 여러 번 봤다. 2019년 8월 30일, 힐슨은 조니 세쿼야를 대신해 2018년 영화 러브, 사이먼의 속편인 러브, 빅터에서 미아 역을 맡았다. 작가 아이작 압타커와 엘리자베스 버거는 실제로 힐슨을 위해 캐릭터를 개조했다. 힐슨은 이전에 영화에서 애비 역할에 오디션을 보았지만 결국 알렉산드라 쉬프에게 돌아갔다. 미아는 시리즈 고정자로서 힐슨의 첫 역할을 기록했다. 힐슨은 나중에 디스 이즈 어스의 제작자 중 한 명이 실제로 그녀를 미아 역에 추천했다고 밝혔다. 아이러니하게도, 힐슨은 미아 역을 받기 직전에 처음으로 러브, 사이먼을 보았다. 공연을 예약한 후, 그녀는 영화에 영감을 준 소설인 사이먼 vs 더 호모 사피엔스 아젠다를 읽었다. 힐슨에 따르면, 미아는 그녀에게 "젊은 흑인 10대 소녀에 대한 독특하고 미묘한 이야기를 할 기회"를 주었다. 2021년 8월 21일 힐슨은 HBO의 위닝 타임:레이커스 왕조의 부활의 출연진에 합류했다.

## 필모그래피

### 영화
| 년도   | 제목                    | 역할        | 노트      |
| ------ | ----------------------- | ----------- | --------- |
| 2013년 | 카스                    | 카스 모리스 | 주연      |
| 2017년 | 밤                      | 제스        | 단편 영화 |
| 2017년 | 킹스                    | 니콜 패터슨 | 독립영화  |
| 2019년 | 그들이 잠들었을 때      | 엘레노어    | 단편 영화 |
| 2023년 | 빨강, 파랑, 어쨌든 찬란 | 노라        |           |

### 텔레비전
| 년도      | 제목                              | 역할             | 노트                      |
| --------- | --------------------------------- | ---------------- | ------------------------- |
| 2010년    | 굿 와이프                         | 니사 달마르      | 반복 역할: 7 에피소드     |
| 2012년    | 로열 페인스                       | 조카 1           | 에피소드: " 모래 다리 "   |
| 2015년    | 엘리멘트리                        | 렉시             | 에피소드: "시드 머니"     |
| 2015년    | 슬랩                              | 리즈             | 에피소드: "코니"          |
| 2015년    | 간호사 재키                       | 환자             | 에피소드: "재키와 늑대"   |
| 2015년    | 디 어페어                         | 학생 투어 가이드 | 에피소드: "208"           |
| 2016년    | 마담 세크리터리                   | 베카             | 에피소드: "고등 학습"     |
| 2017년    | 더 아메리칸즈                     | 린다             | 에피소드: "소련 사단"     |
| 2018년    | 성범죄수사대: SVU                 | 티아나 윌리엄스  | 에피소드: "가디언"        |
| 2018년    | 라이즈                            | 하모니 커티스    | 반복 역할: 10개 에피소드  |
| 2019년    | 포세/베르동                       | 제인             | 에피소드: "인생은 카바레" |
| 2019년    | 퍼스트 와이브스 클럽              | 메건             | 에피소드: "스토리텔링"    |
| 2019년    | 디스 이즈 어스                    | 베스 클라크      | 반복 역할: 11 에피소드    |
| 2020년    | 하이 메인터넌스                   | 헤일리           | 에피소드: "백플래시"      |
| 2020–2022 | 러브, 빅터                        | 미아 브룩스      | 시리즈 레귤러             |
| 2021년    | 아메리칸 호러 스토리 : 더블 피쳐  | 제이미 하워드    | 되풀이 역할: 4 에피소드   |
| 2022년    | 승리의 시간: 레이커스 왕조의 부상 | 신디 데이        | 시리즈 레귤러             |